# Francis Henry Newbery
 (mai 2023).
Si vous disposez d'ouvrages ou d'articles de référence ou si vous connaissez des sites web de qualité traitant du thème abordé ici, merci de compléter l'article en donnant les références utiles à sa vérifiabilité et en les liant à la section « Notes et références ».

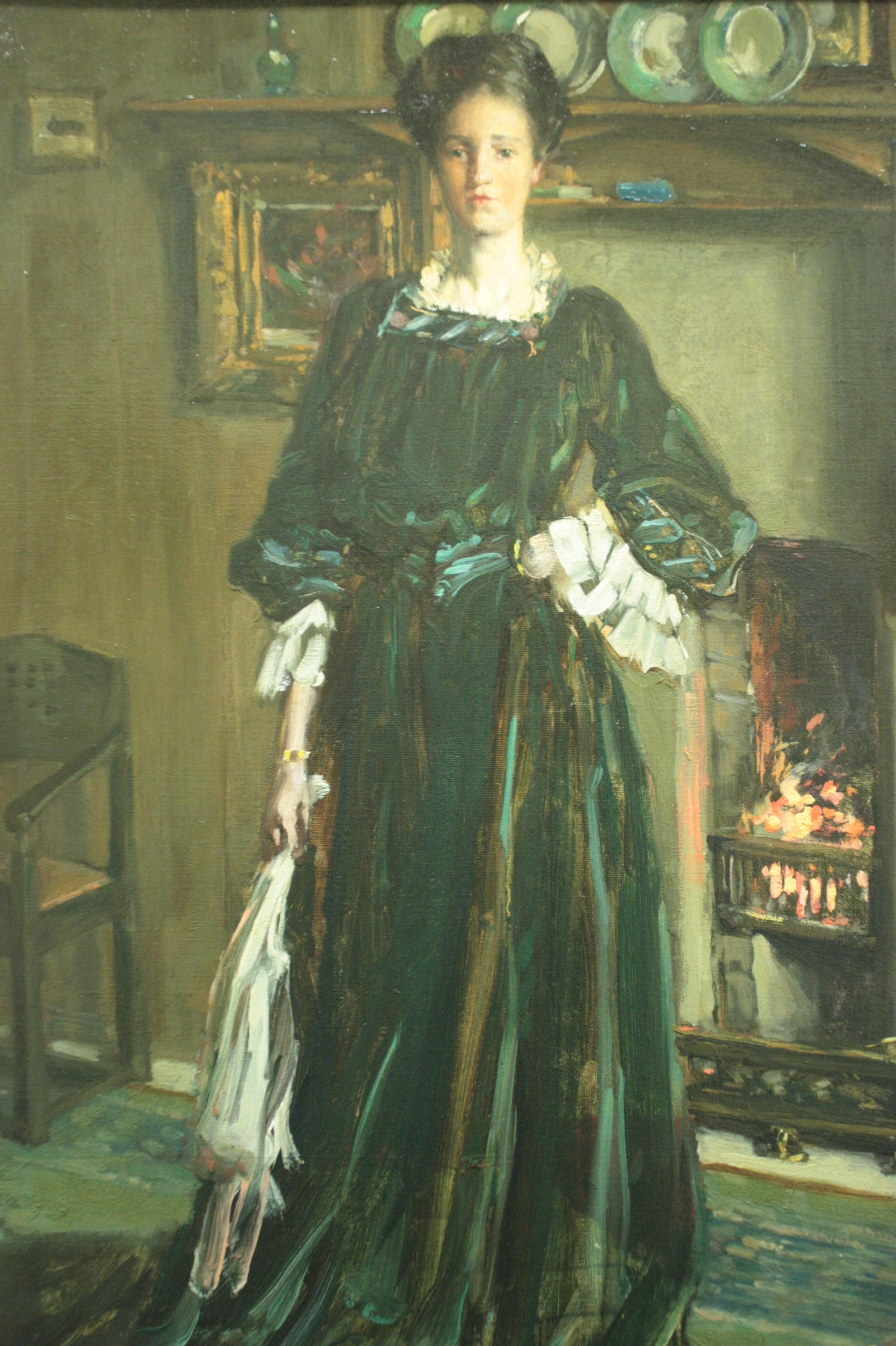
Eileen Lavery par FH Newbery, 1913, National Gallery of Scotland

Francis Henry Newbery ou Fra Newbery (15 mai 1855 - 18 décembre 1946) est un peintre et pédagogue de l'art, surtout connu comme directeur de la Glasgow School of Art entre 1885 et 1917. Sous sa direction, l'école développe une réputation internationale et est associée à l'épanouissement du style de Glasgow et au travail de Charles Rennie Mackintosh et de son entourage.

## Biographie
Né dans le Devon d'un cordonnier et de sa femme, Newbery va à l'école de Bridport, dans le Dorset, où il se qualifie comme enseignant, puis comme maître d'art. Alors qu'il travaille et étudie à Londres, il remporte une bourse « Art Master in Training » en 1881.

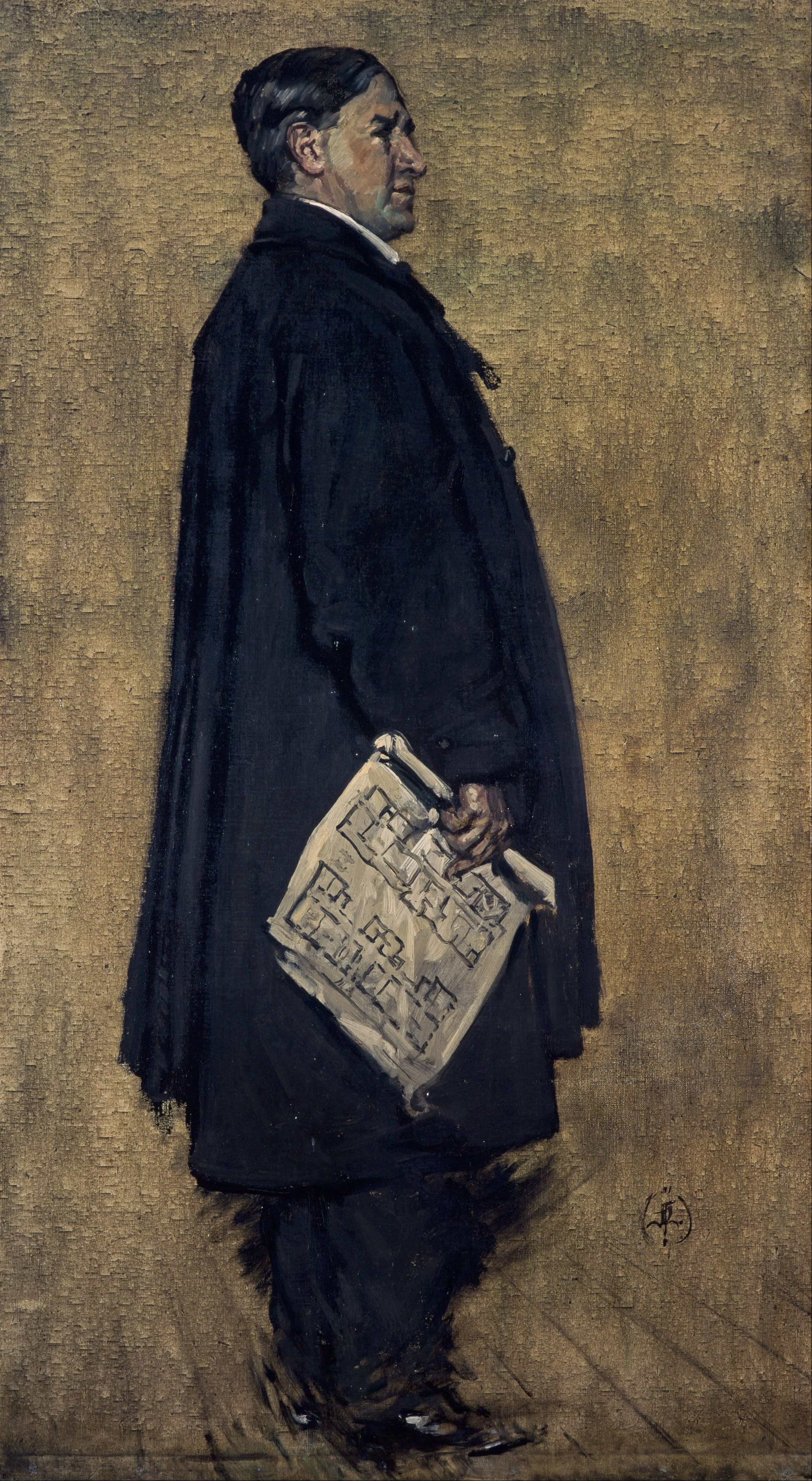
Portrait de Charles Rennie Mackintosh (1914)

À la Glasgow School of Art, il est un directeur vigoureux et novateur. Il confie des postes d'enseignement à des artistes en exercice plutôt que de s'appuyer sur des maîtres d'art diplômés. Il crée un club d'art permettant aux étudiants de se diversifier à partir du cours de l'école nationale d'art et emploie plusieurs enseignantes, contrairement à la plupart des autres écoles d'art britanniques de l'époque. Newbery crée des ateliers d'artisanat et introduit des cours de broderie où sa femme, Jessie Newbery, joue un rôle important. Dans l'ensemble, il veut que les étudiants aient une solide formation dans les techniques traditionnelles, tout en développant leur talent individuel unique. Sa propre peinture est associée aux Glasgow Boys et il est proche de James Guthrie et John Lavery.
Sous la direction de Francis Newbery, le prestige de l'école grandit, tant à l'étranger qu'au pays. Sa réputation est renforcée par la notoriété de divers artistes de Glasgow des années 1890 et du début du XXe siècle dont il a favorisé le développement. Après sa retraite, il retourne dans le Dorset et vit avec sa femme au château de Corfe. Il peint jusqu'en 1932 et meurt le 18 décembre 1946.